# Осиевская (Шенкурский район)
Осиевская — деревня в Шенкурском районе Архангельской области. Входит в состав муниципального образования «Верхоледское».

## География
Деревня расположена в южной части Архангельской области, в таёжной зоне, в пределах северной части Русской равнины, в 75 километрах на северо-запад от города Шенкурска, по обе стороны реки Ледь, притока Ваги. Ближайшие населённые пункты: на востоке деревни Дывлевская и Ивлевская.
Часовой пояс
Осиевская, как и вся Архангельская область, находится в часовой зоне МСК (московское время). Смещение применяемого времени относительно UTC составляет +3:00.

## Население
| 2002 | 2010 | 2012 |
| ---- | ---- | ---- |
| 50   | ↘27  | ↗30  |

## История
Указана в «Списке населённых мест по сведениям 1859 года» в составе 1-го стана Шенкурского уезда Архангельской губернии как две деревни: «Осiевская Большая (Верховье)» и «Осиевская Малая». Насчитывали совместно 18 дворов, 76 жителей мужского пола и 79 женского.
В «Списке населённых мест Архангельской губернии к 1905 году» деревня Осiевская (Верховье) насчитывает 34 дворов, 101 мужчина и 94 женщины. В административном отношении деревня входила в состав Котажского сельского общества Великониколаевской волости.
В 1911 году деревня оказалась в составе новой Котажско-Верхоледской волости, которая выделилась из Великониколаевской. На 1 мая 1922 года в поселении 50 дворов, 112 мужчин и 132 женщины.